# Liste der Mitglieder der American Academy of Arts and Sciences/1997
Im Jahr 1997 wählte die American Academy of Arts and Sciences 163 Personen zu ihren Mitgliedern.

## Neu gewählte Mitglieder
- François M. Abboud (* 1931)
- Shirley Schlanger Abrahamson (1933–2020)
- Robert Kemp Adair (1924–2020)
- John Adams (* 1947)
- Alan Anthony Altshuler (* 1936)
- George E. Andrews (* 1938)
- Arjun Appadurai (* 1949)
- Aharon Appelfeld (1932–2018)
- Hugo Arechiga (1940–2003)
- Louis Stanton Auchincloss (1917–2010)
- Elizabeth Ellery Bailey (1938–2022)
- Stephanie Barron (* 1950)
- Fredrik Barth (1928–2016)
- Harold J. Berman (1918–2007)
- B. Douglas Bernheim (* 1958)
- Pamela J. Bjorkman (* 1956)
- Steven George Boxer (* 1947)
- Paul Samuel Boyer (1935–2012)
- Bob Branch Buchanan (* 1937)
- Hortense Calisher (1911–2009)
- Lincoln Chih-ho Chen (* 1942)
- Elizabeth Ann Clark (1938–2021)
- John Collins Coffee (* 1944)
- Johnnetta Betsch Cole (* 1936)
- Antoine Marcel Compagnon (* 1950)
- George Arthur Cowan (1920–2012)
- Mihály Csíkszentmihályi (1934–2021)
- Peter John Dallos (* 1934)
- Antonio R. Damasio (* 1944)
- Hanna Damásio (* 1942)
- Arthur P. Dempster (* 1929)
- Jack Edward Dixon (* 1943)
- Jack David Dunitz (1923–2021)
- Martin Dworkin (1927–2014)
- Gerald Lyn Early (* 1952)
- William A. Eaton (* 1938)
- Barry Eichengreen (* 1952)
- Ronald M. Evans (* 1949)
- George William Flynn (1938–2020)
- Uta Francke (* 1942)
- David Adrian Freedberg (* 1948)
- Charles Fried (1935–2024)
- Michael Friedman (1947–2025)
- Rose E. Frisch (1918–2015)
- Henry Fuchs (* 1948)
- Martin Gardner (1914–2010)
- Michael Saunders Gazzaniga (* 1939)
- Sandra M. Gilbert (1936–2024)
- Robert James Gordon (* 1940)
- Barbara Rosemary Grant (* 1936)
- Peter Raymond Grant (* 1936)
- Laura H. Greene (* 1952)
- Gene M. Grossman (* 1955)
- Amy Gutmann (* 1949)
- Nelson George Hairston (1917–2008)
- Henry Eugene Hampton (1940–1998)
- Thomas Joseph Hanratty (1926–2016)
- Charles Bonner Harris (1940–2020)
- Kitty Carlisle Hart (1917–2007)
- Stephen L. Hauser (* 1949)
- Shirley Hazzard (1931–2016)
- Stephen F. Heinemann (1939–2014)
- Russell Hemley (* 1954)
- Michael Herzfeld (* 1947)
- Karl Hess (* 1945)
- David D. Ho (* 1952)
- David Hockney (* 1937)
- David A. Hollinger (* 1941)
- Donald Roswell Hopkins (* 1941)
- James Stephen House (* 1944)
- Michael Hout (* 1950)
- Harold Howe (1918–2002)
- Richard Timothy Hunt (* 1943)
- Andrew Perry Ingersoll (* 1940)
- Robert Israel (* 1939)
- Deborah Jowitt (* 1934)
- Yale Kamisar (1929–2022)
- George Anthony Kateb (* 1931)
- Hiroya Kawanabe (* 1932)
- Cynthia J. Kenyon (* 1954)
- Linda Kaufman Kerber (* 1940)
- Galway Kinnell (1927–2014)
- Victor L. Klee (1925–2007)
- Miles Vincent Klein (1933–2022)
- Bill Kovach (* 1932)
- Isaac Kramnick (1938–2019)
- Donald Stephen Lamm (* 1931)
- Russell Lande (* 1951)
- Charles H. Langmuir (* 1950)
- Ronald Michael Latanision (* 1942)
- Douglas Laycock (* 1948)
- Philip Randolph Lee (1924–2020)
- Shutsung Liao (1931–2014)
- James Lockhart (1933–2014)
- Kristin Luker (* 1946)
- Paul Cloren MacDonald (1930–1997)
- Lamberto Maffei (* 1936)
- Joyce Marcus (* 1948)
- Wynton Marsalis (* 1961)
- Jerrold E. Marsden (1942–2010)
- William J. Mitchell (1944–2010)
- Hans Joachim Müller-Eberhard (1927–1998)
- Alice Munro (1931–2024)
- Sidney Robert Nagel (* 1948)
- Gary Baring Nash (1933–2021)
- Eva Julia Neer (1937–2000)
- Richard Robinson Nelson (1930–2025)
- Bruno Nettl (1930–2020)
- Sam Nunn (* 1938)
- James Tyler Patterson (* 1935)
- Stanley G. Payne (* 1934)
- Norman Pearlstine (* 1942)
- Martin Lewis Perl (1927–2014)
- Marjorie Perloff (1931–2024)
- Heinrich Pfeiffer (1927–2016)
- Chester Middlebook Pierce (1927–2016)
- Edmund P. Pillsbury (1943–2010)
- Tomaso A. Poggio (* 1947)
- Robert Hugh Porter (* 1955)
- J. F. Powers (1917–1999)
- Douglas C. Rees (* 1952)
- Kenneth A. Ribet (* 1948)
- Condoleezza Rice (* 1954)
- Richard John Roberts (* 1943)
- Renato Ignacio Rosaldo (* 1941)
- Michael Rosbash (* 1944)
- Steven J. Rosenstone (* 1952)
- Martin Saunders (* 1931)
- Naomi Schor (1943–2001)
- Aaron Jeffrey Shatkin (1934–2012)
- Stephen A. Shectman (* 1949)
- Roger Valentine Short (1930–2021)
- Richard Allan Shweder (* 1945)
- Ruth J. Simmons (* 1945)
- Montgomery Slatkin (* 1945)
- Paul M. Sniderman (* 1941)
- László Somfai (* 1934)
- Richard Rustom Kharsedji Sorabji (* 1934)
- David Souter (1939–2025)
- Elizabeth Shilin Spelke (* 1949)
- James Anthony Spudich (* 1942)
- Katepalli R. Sreenivasan (* 1946)
- Theodore Ellis Stebbins (* 1938)
- Roger W. Straus (1917–2004)
- Eric John Sundquist (* 1952)
- Robert Tjian (* 1949)
- John Charles Tully (* 1942)
- J. Anthony Tyson (* 1940)
- J. Richard Udry (1928–2012)
- Wylie Vale (1941–2012)
- Bas C. van Fraassen (* 1941)
- Grace Wahba (* 1934)
- David B. Wake (1936–2021)
- John Michael Wallace (* 1940)
- John Walsh (* 1937)
- Rosanna Warren (* 1953)
- Patty Jo Watson (1932–2024)
- Watt W. Webb (1927–2020)
- Johannes Weertman (1925–2018)
- Julia Randall Weertman (1926–2018)
- Robert E. Williams (* 1940)
- James Nowell Wood (1941–2010)
- Michel Zink (* 1945)